# رواسان
رواسان یکی از محله‌های جنوب غربی شهر تبریز است که از طرف شمال به شهرک اندیشه و از طرف شرق به کوی لاله و از طرف غرب به شهید چمران(آخماقیه)محدود می‌شود. این محله در منطقه ۷ این شهر واقع شده‌است. این محله که گاهی به‌تبعیت از واژهٔ تهرانی «لواسانات»، «لواسان» نیز خوانده می‌شود، در زبان مردم محلی راواسان تلفظ می‌شود و در قدیم دهکده‌ای پررونق و باصفا در سمت جنوب غربی تبریز بوده‌است. ه همچنین رواسان در دوره حکومت غازان خان به عنوان ییلاق این حکومت مورد استفاده بوده‌است. این محله در اثر گسترش شهرسازی تبریز به سرنوشت سایر روستاهای همجوار تبریز دچار شده و هم‌اکنون کاملاً به تبریز چسبیده‌است. آب گوارای چشمه‌های رواسان و باغات بسیار باصفای آن منظره‌ای زیبا به‌آن داده‌بود که البته هنوز نیز می‌توان آثار و بقایای آن را مشاهده کرد. بافت قدیمی آن با وجود ورود تازه‌واردان شهری، به‌خصوص آلاینده‌های چشمگیر آن‌ها هنوز پا برجاست، از جمله محل آسیاب قدیمی آن که در نزدیکی مسجد قدیم رواسان و میدان اصلی آن واقع شده‌است و به‌صورت آبشار زیبایی قابل مشاهده می‌باشد.
برخی از شخصیت‌های مشهور استانی و کشوری از این محله به‌پا خاسته‌اند. از جمله «محمدحسن رواسانی» پزشک ارتوپد و نمایندهٔ چند دورهٔ تبریز در مجلس شورای اسلامی و «پروفسور رواسانی» که چندین سال است که مقیم خارج از کشور شده‌اند و «دکتر احد زارع رواسان» عضو نخبگان کشوری و استاد دانشگاه ماساریک شهر برنو در کشور چک است.